# Ternitzer Hütte
Die Ternitzer Hütte, auch als Grassinger Hütte bezeichnet, ist eine Schutzhütte der Sektion Ternitz der Naturfreunde Österreich (NFÖ) im Schneeberg-Massiv im südlichen Niederösterreich. Sie wurde 1922 errichtet, liegt in 1199 m ü. A. auf dem Hengst im Gemeindegebiet von Puchberg am Schneeberg. Die Hütte ist sowohl über Wanderwege als auch mit der Schneebergbahn erreichbar; von letzterer in etwa 35 Gehminuten talwärts von der Station Baumgartner oder bergwärts von der Station Hengsthütte.
Die unbewirtschaftete Schutzhütte weist Nächtigungsmöglichkeiten in 4- bis 8-Bett-Zimmern für maximal 36 Personen auf. Elektrisches Licht und eine Kochgelegenheit für Selbstversorger sowie einfache Speisen und Getränke sind vorhanden. Außerdem ist die Hütte an das örtliche Trinkwassernetz angebunden. Die Hütte ist an allen Wochenenden und Feiertagen von Mai bis Oktober geöffnet.
Die Hütte dient als Ausgangspunkt für Besteigungen des Hohen Hengstes (1450 m ü. A.) und des Krummbachsteins (1603 m ü. A.). Das Klosterwappen, mit 2076 m ü. A. der höchste Punkt des Schneeberg-Stocks, ist in etwa zweieinhalb Stunden zu erreichen.